# Coronaster sakuranus
Coronaster sakuranus är en sjöstjärneart som först beskrevs av Doderlein 1902.  Coronaster sakuranus ingår i släktet Coronaster och familjen Labidiasteridae. Inga underarter finns listade i Catalogue of Life.